# Volta a Portugal de 1987
A 49ª edição da Volta a Portugal em Bicicleta ("Volta 87") decorreu entre os dias 30 de Julho e 16 de Agosto de 1987. Composta por um prólogo e 20 etapas, num total de 2.688 km.

## Equipas
Participaram 111 corredores de 13 equipas:
- Sporting-Vitalis
  - 1. Marco Chagas
  - 2. Adelino Teixeira
  - 3. Américo Silva
  - 4. Jacinto Paulinho
  - 5. Joaquim Gomes
  - 6. José Xavier
  - 7. Luís Domingos
  - 8. Manuel Zeferino
  - 9. Paulo Ferreira
  - 10. Serafim Vieira
- Fagor
  - 11. Jean-Jacques Philipp
  - 12. Henri Abadie
  - 13. Christian Chaubet
  - 14. Bernard Richard
  - 15. Gaxento Oñaederra
  - 16. Pol Verschuere
- Sangalhos-Recer
  - 21. Carlos Mata
  - 22. Carlos Moreira
  - 23. Eduardo Correia
  - 24. João Paulo
  - 25. João Reis
  - 26. Luís Cruz
  - 27. Manuel Correia
  - 28. Pedro Silva
- Ajacto-Morphy Richards
  - 31. Arlindo Sousa
  - 32. Carlos Pereira
  - 33. José Fernandes
  - 34. José Leite
  - 35. Paulo Pinto
  - 36. Venceslau Fernandes
  - 37. Viriato Duarte
  - 38. Rui Torres
- Sicasal-Torreense
  - 41. António Fernandes
  - 42. António Pinto
  - 43. Carlos Nunes
  - 44. Carlos Santos
  - 45. Fernando Fernandes
  - 46. João Santos
  - 47. Jorge Silva
  - 48. José Pereira
  - 49. Manuel Cunha
- Olhanense-Vila Mirage-Sucol-Stand Custódio
  - 51. António Apolo
  - 52. Carlos Gago
  - 53. Luís Ferreira
  - 54. Jorge Evangelista
  - 55. Joaquim Fonseca
  - 56. Luís Vargues
  - 57. Luís Filipe
  - 58. Nictélio Cavaco
  - 59. Raúl Terebentino
  - 60. Sérgio Rodrigues
- Sport Lisboa e Marinha-Terminorma
  - 61. Álvaro Gomes
  - 62. Américo Silva
  - 63. Luís Gregório
  - 64. António Sousa
  - 65. Manuel Ferreira
  - 66. Mário Pires
  - 67. Rui Azevedo
  - 68. Artur Amado
  - 69. Ivo Gomes
  - 70. José Pereira
- Boavista-Sportlis
  - 71. António Alves
  - 72. Alexandre Ruas
  - 73. Eugénio Passos
  - 74. José Passos
  - 75. José Santiago
  - 76. Manuel Neves
  - 77. Manuel Vilar
  - 78. David Assunção
  - 79. José Campos
- Feirense-Ruquita
  - 81. António C. Araújo
  - 82. António Gomes
  - 83. Edgar Pereira
  - 84. Joaquim Carvalho
  - 85. Manuel Grilo
  - 86. Renato Ferraro
  - 87. Renan Ferraro
  - 88. Orlando Neves
- Louletano-Vale do Lobo
  - 91. Alberto Leal
  - 92. Benedito Ferreira
  - 93. Benjamim Carvalho
  - 94. Cayn Theakston
  - 95. Constâncio Reis
  - 96. Fernando Carvalho
  - 97. Jorge Corvo
  - 98. Leonel Tomás
  - 99. Luís Sequeira
  - 100. Paulo Duque
- Garcia Joalheiro
  - 101. Manuel Abreu
  - 102. Joaquim Salgado
  - 103. Joaquim Fernandes
  - 104. Belmiro Ribeiro
  - 105. António Pinto
  - 106. António Araújo
  - 107. Bernardo Sousa
  - 108. José Oliveira
  - 109. José Rodrigues
  - 110. Manuel Rodrigues
- Esmaltina-Tavira
  - 111. Abel Coelho
  - 112. Luís Janeiro
  - 113. Isaac Nunes
  - 114. José Marques
  - 115. José Oliveira
  - 116. Vítor Lourenço
  - 117. Raúl Matias
  - 118. Amaro Antunes
  - 119. César Fernandes
  - 120. João Palma
- Salgueiros-Malhas Comax
  - 121. Alberto Carvalho
  - 122. Alexandre Füllgraf
  - 123. Alfredo Gouveia
  - 124. Gaspar Gonçalves
  - 125. Hélder Domingues
  - 126. Manuel O. Pinto
  - 127. Marino Fonseca
  - 128. Paulo Brito

## Etapas
| Nº        | Dia          | Etapa                                                         | km       | Vencedor da etapa                                              | Camisola amarela                                              |
| --------- | ------------ | ------------------------------------------------------------- | -------- | -------------------------------------------------------------- | ------------------------------------------------------------- |
| Prólogo   | 30 de Julho  | Águeda - Águeda (C/R individual)                              | 4,5      | Manuel Cunha (Sicasal-Torreense)                               | Manuel Cunha (Sicasal-Torreense)                              |
| 1ª etapa  | 31 de Julho  | Águeda - Marinha Grande                                       | 203      | Christian Chaubet (Fagor)                                      | Christian Chaubet (Fagor)                                     |
| 2ª etapa  | 1 de Agosto  | Marinha Grande - Sintra                                       | 163      | Carlos Marta (Sangalhos-Recer)                                 | Christian Chaubet (Fagor)                                     |
| 3ª etapa  | 1 de Agosto  | Odrinhas - Odrinhas1                                          | 58       |                                                                | Christian Chaubet (Fagor)                                     |
| 4ª etapa  | 2 de Agosto  | Sintra - Grândola                                             | 163,5    | Jorge Evangelista (Olhanense-Vila Mirage-Sucol-Stand Custódio) | Christian Chaubet (Fagor)                                     |
| 5ª etapa  | 3 de Agosto  | Grândola - Monchique (Alto da Fóia)                           | 146      | Raul Matias (Esmaltina-Tavira)                                 | Raul Terebentino (Olhanense-Vila Mirage-Sucol-Stand Custódio) |
| 6ª etapa  | 4 de Agosto  | Monchique - Loulé                                             | 112      | Serafim Vieira (Sporting-Vitalis)                              | Raul Terebentino (Olhanense-Vila Mirage-Sucol-Stand Custódio) |
| 7ª etapa  | 4 de Agosto  | Loulé - Loulé (C/R individual)                                | 36       | Marco Chagas (Sporting-Vitalis)                                | Raul Terebentino (Olhanense-Vila Mirage-Sucol-Stand Custódio) |
| 8ª etapa  | 5 de Agosto  | Loulé - Estremoz                                              | 255      | José Fernandes (Ajacto-Morphy Richards)                        | Raul Terebentino (Olhanense-Vila Mirage-Sucol-Stand Custódio) |
| 9ª etapa  | 6 de Agosto  | Estremoz - Alpiarça                                           | 153      | Renato Ferraro (Feirense-Ruquita)                              | Raul Terebentino (Olhanense-Vila Mirage-Sucol-Stand Custódio) |
| 10ª etapa | 7 de Agosto  | Alpiarça - Castelo de Vide                                    | 158      | António Araújo (Garcia Joalheiro)                              | Raul Terebentino (Olhanense-Vila Mirage-Sucol-Stand Custódio) |
|           | 8 de Agosto  | Descanso                                                      | Descanso | Descanso                                                       | Descanso                                                      |
| 11ª etapa | 9 de Agosto  | Castelo de Vide - Manteigas                                   | 197      | Bernard Richard (Fagor)                                        | Manuel Cunha (Sicasal-Torreense)                              |
| 12ª etapa | 10 de Agosto | Manteigas - Gouveia                                           | 150      | Serafim Vieira (Sporting-Vitalis)                              | Manuel Cunha (Sicasal-Torreense)                              |
| 13ª etapa | 11 de Agosto | Gouveia - Macedo de Cavaleiros                                | 225      | Paulo Pinto (Ajacto-Morphy Richards)                           | Manuel Cunha (Sicasal-Torreense)                              |
| 14ª etapa | 12 de Agosto | Macedo de Cavaleiros - Macedo de Cavaleiros (C/R individual)  | 22       | José Xavier (Sporting-Vitalis)                                 | Cayn Theakston (Louletano-Vale do Lobo)                       |
| 15ª etapa | 12 de Agosto | Macedo de Cavaleiros - Vila Pouca de Aguiar                   | 96       | Paulo Pinto (Ajacto-Morphy Richards)                           | Cayn Theakston (Louletano-Vale do Lobo)                       |
| 16ª etapa | 13 de Agosto | Vila Pouca de Aguiar - Praia da Amorosa                       | 178      | Jacinto Paulinho (Sporting-Vitalis)                            | Manuel Cunha (Sicasal-Torreense)                              |
| 17ª etapa | 14 de Agosto | Praia da Amorosa - Mondim de Basto (Alto da Senhora da Graça) | 151      | Manuel Vilar (Boavista-Sportlis)                               | Manuel Cunha (Sicasal-Torreense)                              |
| 18ª etapa | 15 de Agosto | Mondim de Basto - Marco de Canaveses                          | 88,5     | Serafim Vieira (Sporting-Vitalis)                              | Manuel Cunha (Sicasal-Torreense)                              |
| 19ª etapa | 15 de Agosto | Marco de Canaveses - Marco de Canaveses (C/R individual)      | 32       | António Pinto (Sicasal-Torreense)                              | Manuel Cunha (Sicasal-Torreense)                              |
| 20ª etapa | 16 de Agosto | Marco de Canaveses - Matosinhos                               | 156      | Sérgio Rodrigues (Olhanense-Vila Mirage-Sucol-Stand Custódio)  | Manuel Cunha (Sicasal-Torreense)                              |

1- Etapa anulada devido ao desinteresse dos ciclistas, em desacordo com o facto de terem duas longas etapas no mesmo dia e com os prémios por etapa.

## Classificações Finais

### Geral individual
| Lugar | Nome                | Nacionalidade | Equipa                 | Tempo       |
| ----- | ------------------- | ------------- | ---------------------- | ----------- |
| 01º   | Manuel Cunha        | Portugal      | Sicasal-Torreense      | 73h 26' 46" |
| 02º   | Manuel Neves        | Portugal      | Boavista-Sportlis      | + 3' 01"    |
| 03º   | Fernando Fernandes  | Portugal      | Sicasal-Torreense      | + 4' 02"    |
| 04º   | Orlando Neves       | Portugal      | Feirense-Ruquita       | + 5' 06"    |
| 05º   | Eduardo Correia     | Portugal      | Sicasal-Torreense      | + 5' 41"    |
| 06º   | António Pinto       | Portugal      | Sicasal-Torreense      | + 6' 26"    |
| 07º   | António Alves       | Portugal      | Boavista-Sportlis      | + 6' 55"    |
| 08º   | José Santiago       | Portugal      | Boavista-Sportlis      | + 8' 04"    |
| 09º   | Venceslau Fernandes | Portugal      | Ajacto-Morphy Richards | + 8' 11"    |
| 10º   | Manuel Vilar        | Portugal      | Boavista-Sportlis      | + 8' 23"    |

### Geral por equipas
| Lugar | Equipa            | Tempo        |
| ----- | ----------------- | ------------ |
| 1º    | Sicasal-Torreense | 320h 29' 21" |
| 2º    | Sporting-Vitalis  | m.t.         |
| 3º    | Boavista-Sportlis | + 4' 06"     |

### Geral por Pontos
| Lugar | Nome           | Equipa                 | Pontos |
| ----- | -------------- | ---------------------- | ------ |
| 1º    | Paulo Pinto    | Ajacto-Morphy Richards | 79     |
| 2º    | Serafim Vieira | Sporting-Vitalis       | 46     |
| 3º    | Paulo Ferreira | Sporting-Vitalis       | 32     |

### Geral da Montanha
| Lugar | Nome            | Equipa            | Pontos |
| ----- | --------------- | ----------------- | ------ |
| 1º    | José Santiago   | Boavista-Sportlis | 61     |
| 2º    | Orlando Neves   | Feirense-Ruquita  | 44     |
| 3º    | Joaquim Salgado | Garcia Joalheiro  | 33     |

### Outras classificações
Metas Volantes: Pedro Silva (Sangalhos-Recer), 30 pontos.
Combinado: Serafim Vieira (Sporting-Vitalis), 22 pontos
Juventude: Orlando Neves (Feirense-Ruquita)

## Ciclistas
Partiram: 111; Desistiram: 43; Terminaram: 68.
Media: 36,306 km/h.